# Angelo Bonelli (calciatore)
Angelo Bonelli (Novara, ... – Novara, ...; fl. XX secolo) è stato un calciatore italiano, di ruolo difensore.

## Carriera
Debutta in massima serie con il Novara nel 1927-1928, disputando 7 gare nell'arco di due stagioni.